# خيسوس سولانا
خيسوس سولانا (بالإسبانية: Jesús Solana)‏ هو مدرب كرة قدم ولاعب كرة قدم إسباني في مركز الدفاع، ولد في 25 ديسمبر 1964 في أرنيط في الأرجنتين. شارك مع منتخب إسبانيا تحت 16 سنة لكرة القدم ومنتخب إسبانيا تحت 18 سنة لكرة القدم ومنتخب إسبانيا تحت 21 سنة لكرة القدم ومنتخب إسبانيا تحت 23 سنة لكرة القدم ومنتخب إسبانيا لكرة القدم. أما مع النوادي، فقد لعب مع ريال سرقسطة وريال مدريد كاستيا وريال مدريد.

## وصلات خارجية
- خيسوس سولانا على موقع الاتحاد الأوربي (الإنجليزية)
- خيسوس سولانا على موقع قاعدة بيانات كرة القدم.إي يو (الإنجليزية)
- خيسوس سولانا على موقع ناشيونال فوتبول تيمز (الإنجليزية)
- خيسوس سولانا على موقع عالم كرة القدم.نت (الإنجليزية)